# Psychotria heterosticta
Psychotria heterosticta är en måreväxtart som beskrevs av Ernest Marie Antoine Petit. Psychotria heterosticta ingår i släktet Psychotria och familjen måreväxter. Inga underarter finns listade i Catalogue of Life.